# Kapitulation Japans

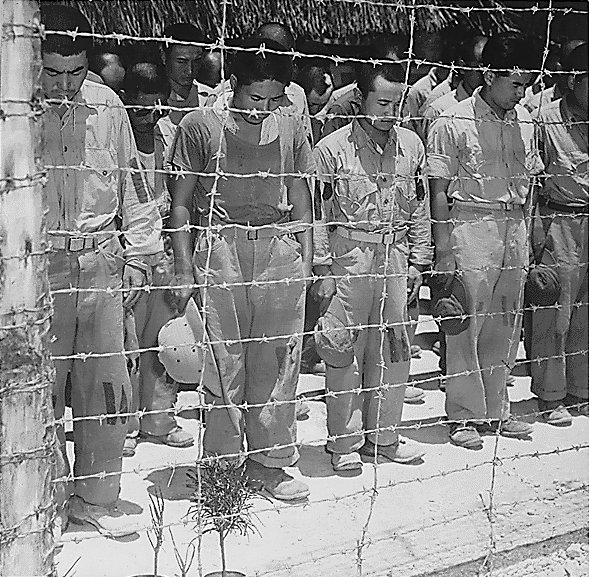
Japanische Kriegsgefangene auf Guam verbeugen sich bei der Rundfunkübertragung der Rede des Kaisers Hirohito zur „Beendigung des Großostasiatischen Krieges“

Die Kapitulation des japanischen Kaiserreichs am 2. September 1945 beendete die letzten zwischenstaatlichen Feindseligkeiten des Zweiten Weltkriegs, nachdem der Krieg in Europa bereits mit der deutschen Kapitulation am 8. Mai vorüber war. Die in China und Südost-Asien kämpfenden Streitkräfte des Kaiserreichs Japan mit ca. einer Million Mann kapitulierten erst am 9. bzw. 12. September 1945.
Spätestens seit Ende Juli 1945 war die Kaiserlich Japanische Marine nicht mehr zu größeren Operationen in der Lage und eine alliierte Invasion der japanischen Hauptinseln erschien wahrscheinlich. Trotz öffentlicher Bekundungen, bis zum Ende zu kämpfen, suchten Japans militärische Führer, der Oberste Kriegsrat, informell Kontakt zur noch neutralen Sowjetunion, damit diese einen Frieden verhandle, der für Japan vorteilhafter wäre als die von den USA und Großbritannien geforderte bedingungslose Kapitulation.
Zwischenzeitlich bereitete die Sowjetunion bereits den für spätestens drei Monate nach dem Kriegsende in Europa gemäß den Abkommen der Teheran-Konferenz (Ende November 1943) und der Konferenz von Jalta (Anfang Februar 1945) vereinbarten Kriegseintritt gegen Japan und seine Verbündeten vor. Am späten Abend des 8. August erklärte die Sowjetunion unter Verletzung ihres Neutralitätspakts mit Japan dem Kaiserreich und seinen Verbündeten den Krieg.
Nachdem am 6. August die Vereinigten Staaten den Atombombenabwurf auf Hiroshima durchgeführt hatten, begann am 9. August die sowjetische Invasion der Mandschurei, wobei die Rote Armee den japanischen Marionettenstaat Mandschukuo und japanische Positionen auf den Kurilen angriff, gleichzeitig mit dem Atombombenabwurf auf Nagasaki durch die Vereinigten Staaten. Der Einfluss der Atombombenabwürfe auf die Kapitulation und ihre ethische Vertretbarkeit werden auch heute noch kontrovers diskutiert.
Das Zusammenspiel all dieser für die japanischen Kriegsanstrengungen katastrophalen Ereignisse führte dazu, dass Tennō Hirohito dem Obersten Kriegsrat befahl, die Bedingungen der Potsdamer Erklärung zu akzeptieren und zu kapitulieren. Nach mehreren Tagen intensiver Debatten und im Geheimen geführter Diskussionen sowie einem versuchten Putsch hielt Hirohito am 15. August eine reichsweit ausgestrahlte Radioansprache, in der er die bedingungslose Kapitulation des japanischen Kaiserreichs vor den Alliierten bekannt gab.
Am 28. August begann die Besatzungszeit in Japan durch die Truppen des Supreme Commander for the Allied Powers. Die Kapitulationszeremonie fand am 2. September an Deck des amerikanischen Schlachtschiffes Missouri statt. Dabei unterzeichneten Vertreter der japanischen Regierung und der jeweiligen alliierten Streitkräfte die Kapitulationsurkunde, die die Feindseligkeiten offiziell beendete. In der Folge wurde in vielen Ländern auf der ganzen Welt der V-J Day gefeiert. Einzelne japanische Soldaten wurden von der Nachricht nicht erreicht beziehungsweise glaubten ihr nicht und führten für weitere Monate oder Jahre, in einzelnen Fällen sogar Jahrzehnte, ihren Widerstand fort. Diese Soldaten wurden als so genannte Holdouts bekannt. Der Kriegszustand zwischen Japan und den Alliierten endete offiziell am 28. April 1952 mit Inkrafttreten des am 8. September 1951 unterzeichneten Friedensvertrages von San Francisco.

## Vorgeschichte
Mit dem Angriff auf Pearl Harbor am 7. Dezember 1941 hatte das Kaiserreich Japan, das zu diesem Zeitpunkt schon einige Kolonien in Asien erobert hatte und weite Teile Chinas besetzt hielt, den Pazifikkrieg gegen die USA eröffnet. Mit der Schlacht um Midway am 4. Juni 1942 endeten die japanischen Anfangserfolge. In der Folge drängten die USA die japanischen Truppen allmählich zurück. Als weiteres Schlüsselereignis gilt die Schlacht um Guadalcanal.
In der Kairoer Erklärung vom 27. November 1943 beschlossen US-Präsident Franklin D. Roosevelt, Chinas Machthaber Chiang Kai-shek und Großbritanniens Premierminister Winston Churchill, die japanische Aggression gemeinsam zurückzudrängen und das Land wieder auf die vier Hauptinseln zurückzustutzen. In diesem Vertrag wurden auch dem besetzten Korea Freiheit und Unabhängigkeit versprochen. Im November 1944 waren die amerikanischen Truppen weit genug vorgerückt, um Honshū zu bombardieren. Am 5. April 1945 kündigte die Sowjetunion den sowjetisch-japanischen Neutralitätsvertrag. Nach der bedingungslosen Kapitulation der deutschen Wehrmacht am 8. und 9. Mai 1945 blieb Japan als einziger Gegner der Alliierten zurück. Einerseits war die Militärregierung unter Admiral Suzuki Kantarō noch nicht bereit aufzugeben, andererseits scheiterten Friedensbemühungen seitens der Japaner.

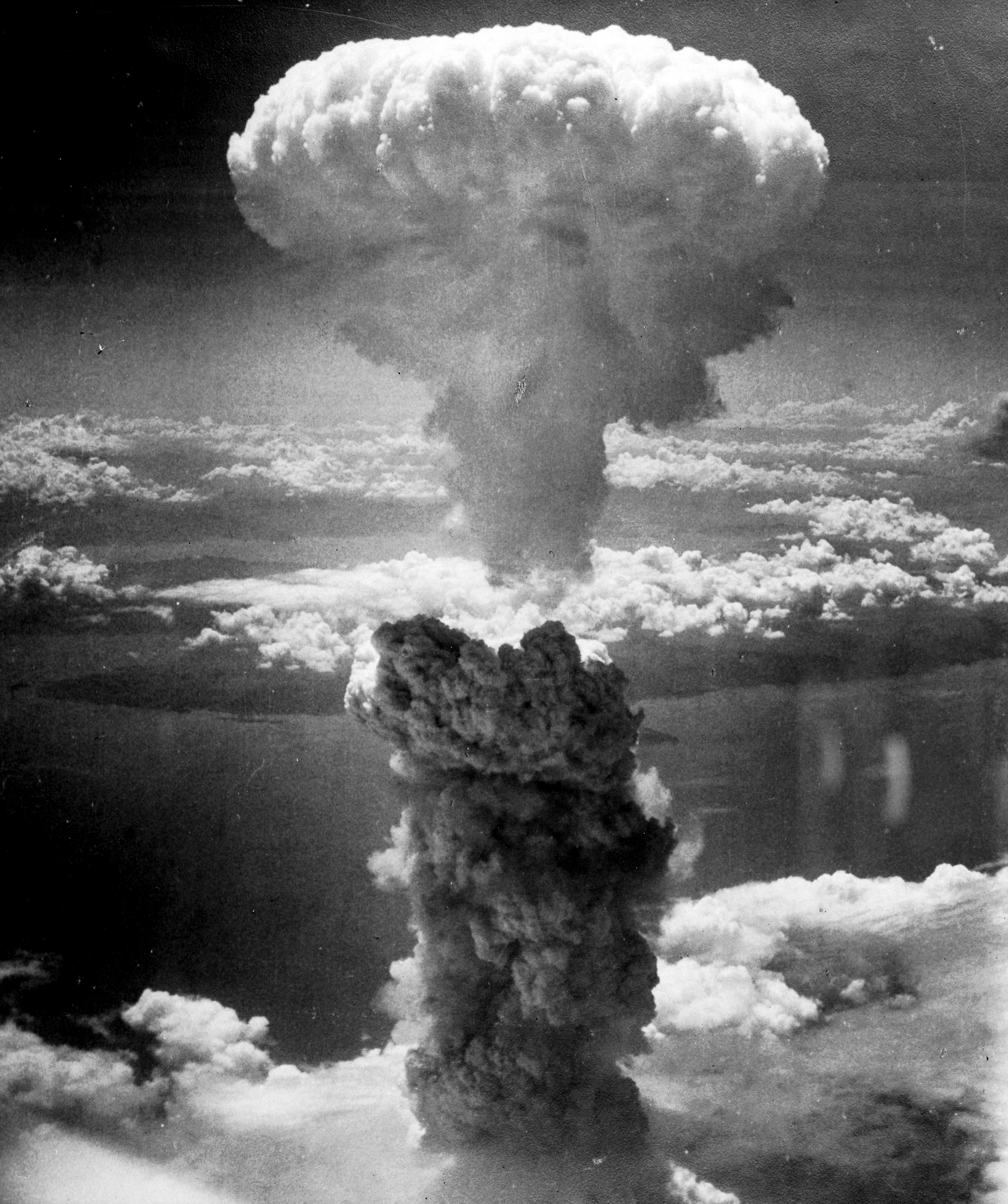
Pilzwolke nach Atombombenabwurf über Nagasaki am 9. August 1945

Im Rahmen der Potsdamer Konferenz gaben die Republik China, die USA und Großbritannien am 26. Juli eine Folgeerklärung (Potsdamer Erklärung) zur Kairo-Deklaration ab und stellten Japan ein Ultimatum. Der letzte Artikel der Erklärung lautet:

“(13) We call upon the government of Japan to proclaim now the unconditional surrender of all Japanese armed forces, and to provide proper and adequate assurances of their good faith in such action. The alternative for Japan is prompt and utter destruction.”

„Wir fordern von der japanischen Regierung, jetzt die bedingungslose Kapitulation aller japanischen Streitkräfte zu verkünden […]. Die Alternative für Japan ist dessen schnelle und vollständige Zerstörung.“

Artikel 6 bis 12 der Erklärung regeln den Nachkriegsstatus von Japan: Artikel 6 fordert die Auslöschung des Militarismus; Artikel 7 sieht eine Besetzung Japans nach der Kapitulation vor; Artikel 8 limitiert das japanische Territorium auf die vier Hauptinseln; Artikel 9 sieht die Entwaffnung der Streitkräfte vor; Artikel 10 fordert Kriegsverbrecherprozesse und die Stärkung der demokratischen Tendenzen, Redefreiheit, Religionsfreiheit, Gedankenfreiheit und Menschenrechte; Artikel 11 sieht die Kontrolle der japanischen Industrie für die Zahlung von Reparationen und Verhinderung einer neuen Aufrüstung vor; Artikel 12 sieht den Rückzug der Alliierten vor, sobald die oben formulierten Ziele erreicht seien.
Regierung und Militär des Kaiserreichs gingen jedoch noch nicht darauf ein. Stattdessen forderten sie vom japanischen Volk erneut einen Endsieg oder die Selbstaufgabe.
Anfang August entschied das amerikanische Oberkommando, die Atombombe gegen ein reales Ziel einzusetzen. Andere Alternativen wie Friedensverhandlungen (mit Unterhändlern), veränderte Kapitulationsbedingungen, eine Invasion der japanischen Hauptinseln (Operation Downfall), eine weitere Belagerung Japans mit konventionellen Streitkräften, das Warten auf den Kriegseintritt der Sowjetunion oder eine Test-Demonstration der Atombombe wurden entweder verworfen, nicht genutzt oder nicht bedacht.
Am 6. August erfolgte der Atombombenabwurf auf Hiroshima. Am 9. August, gleichzeitig mit dem Atombombenabwurf auf Nagasaki, begann die sowjetische Invasion der Mandschurei; die Rote Armee besetzte Mandschukuo und die Kurilen. Die Atombombenabwürfe auf Hiroshima und Nagasaki waren die ersten und bisher einzigen Kriegseinsätze dieser Zerstörungswaffe neuen Typs. Sie töteten mehr als 200.000 Menschen, mindestens noch einmal so viele wurden verletzt. Sie richteten schwere Verwüstungen an. Viele Menschen in den betroffenen Städten und ihre Nachkommen litten und leiden heute immer noch an den Folgen und Spätfolgen der Strahlenkrankheit (siehe Hibakusha). Die Bedeutung und die Notwendigkeit der Atombombeneinsätze für die Kapitulation Japans sind bis heute umstritten. Alle anderen japanischen Großstädte – außer Kyōto – waren nach schwerem Bombardement mit konventionellen Bomben bereits zerstört.

## Die bedingungslose Kapitulation

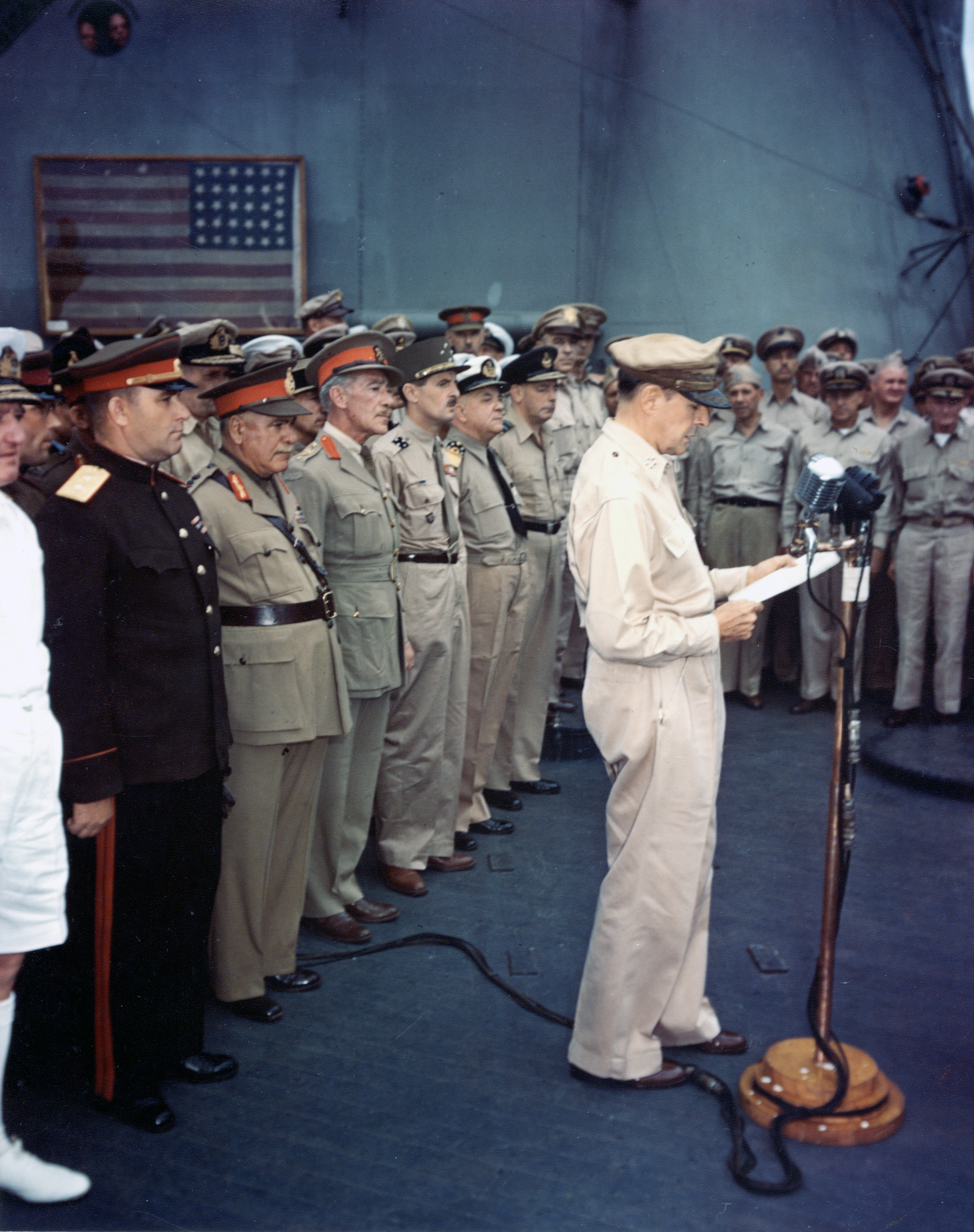
MacArthur bei seiner Ansprache

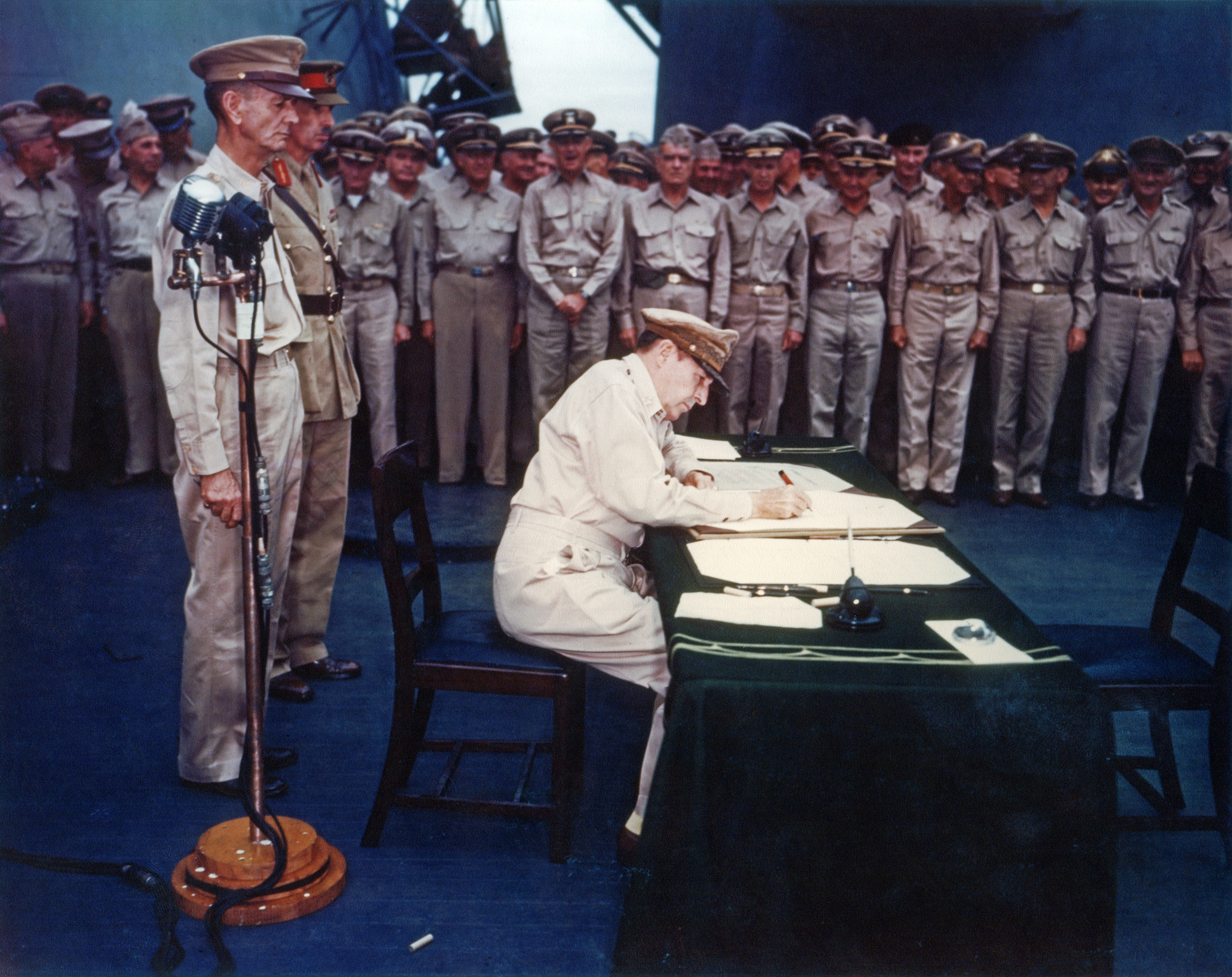
General MacArthur unterschreibt die Kapitulationsurkunde

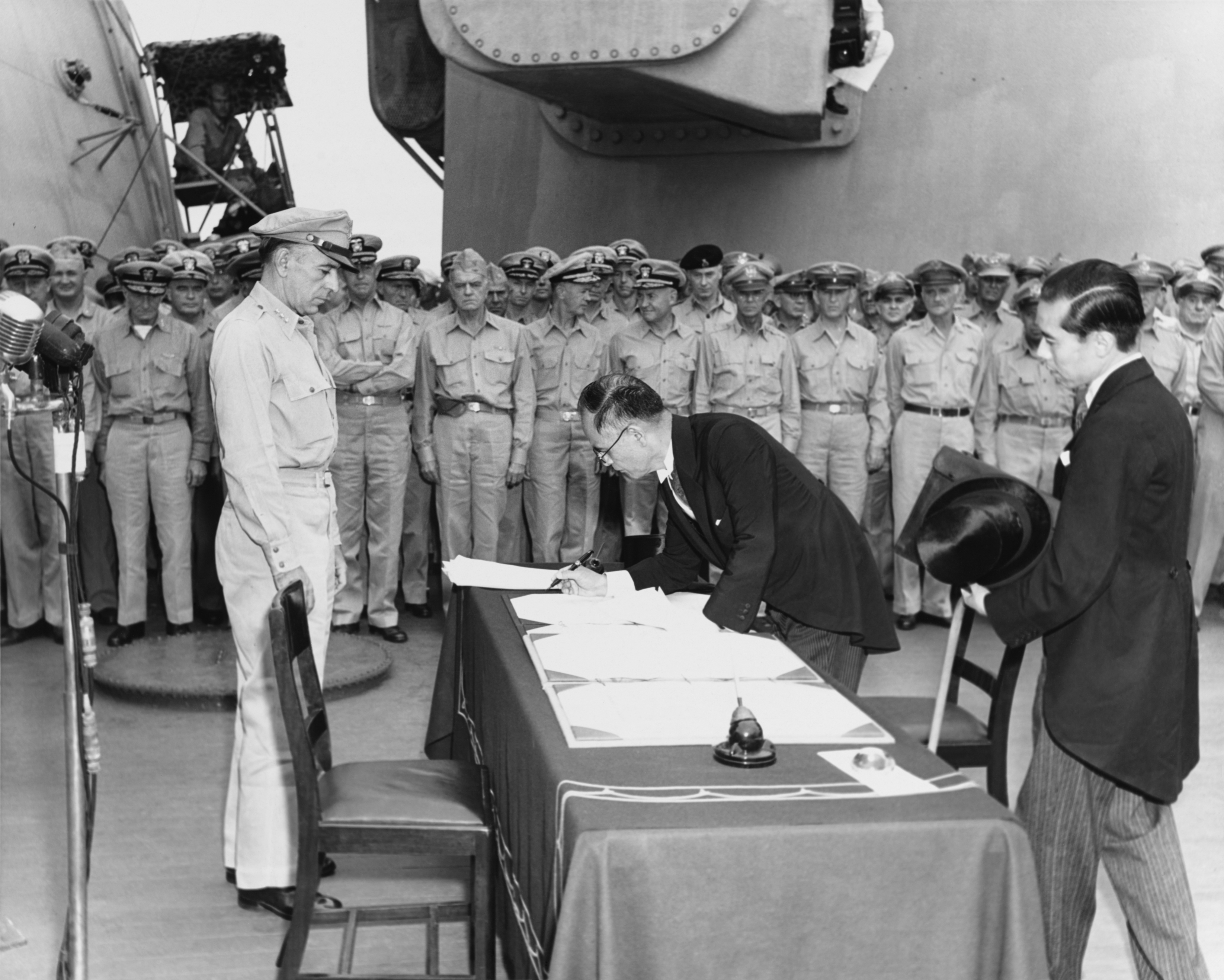
Japans Außenminister Mamoru Shigemitsu unterzeichnet die Kapitulationsurkunde

Japan hatte im August 1945 endgültig keine Wahl mehr; die Drohung der Alliierten, Kapitulation oder Vernichtung, schien ernst zu werden. Der Mythos vom Kamikaze, dem göttlichen Wind, der das Land vor dem Einfall der Mongolen gerettet hatte, war unter großen Opfern beschworen worden und gescheitert. Am 14. August flog eine Rekordzahl von über 800 B-29 nochmals Angriffe auf Ziele in Japan. Unterstützt wurden sie von Trägerflugzeugen und anderen Einheiten, die von Okinawa und Iwojima aus angriffen.
Ein Notenaustausch zur Kapitulation wurde durch den Schweizer Diplomaten Walter Stucki vermittelt.
Etwa eine Woche nach den Atombombenexplosionen und dem Kriegseintritt der Sowjetunion, am 14. August 1945, erließ der Tennō den „Kaiserlichen Erlass über das Kriegsende“ (終戦の詔書, shūsen no shōsho). Dieser wurde am 15. August 1945 im Radio ausgestrahlt (Gyokuon-hōsō), der seitdem als V-J-Day gilt. Im Erlass erkennt der Kaiser die Bedingungen der Potsdamer Erklärung an. Am 2. September unterzeichneten Außenminister Shigemitsu Mamoru (im Auftrag und in Vertretung des Kaisers von Japan und der japanischen Regierung) und der Kommandant der Kantōarmee, General Umezu Yoshijirō (im Auftrag und für die kaiserlich-japanischen Generalhauptquartiere) auf der Missouri in der Sagami-Bucht bei Tokio um 9 Uhr vormittags die Urkunde der bedingungslosen Kapitulation. Für die USA unterzeichnete nach General Douglas MacArthur Flottenadmiral Chester W. Nimitz, für Großbritannien Admiral Sir Bruce Fraser, für die Sowjetunion Generalleutnant Kusma Nikolajewitsch Derewjanko, für Frankreich Generalmajor Jacques-Philippe Leclerc de Hauteclocque, für Australien General Sir Thomas Blamey, für Kanada Oberst Moore Cosgrave, für die Niederlande Admiral Conrad E. L. Helfrich, für China General Xu Yongchang (Wade-Giles-Transkription: Hsu Yung-Ch'ang) und für Neuseeland Vizeluftmarschall Leonard M. Isitt.
Am 9. September 1945 kapitulierte dann auch die japanische China-Armee mit etwa einer Million Mann in Nanjing gegenüber den Nationalchinesen unter Chiang Kai-shek. Die japanischen Streitkräfte in Südost-Asien kapitulierten erst am 12. September 1945 in Singapur gegenüber den alliierten Streitkräften unter Lord Louis Mountbatten.
Damit war der Zweite Weltkrieg beendet.

## Alliierte Besetzung
Die alliierte Besatzung Japans, die schon am 2. September zusammen mit der Kapitulation begann, bestand faktisch fast ausschließlich aus US-Truppen. General Douglas MacArthur wurde Chef der Besatzungsadministration (Supreme Commander for the Allied Powers (SCAP)). Wichtigstes Projekt des SCAP war die Ausarbeitung einer neuen Verfassung. Sie wurde am 3. November 1946 verkündet. In ihr wurden alle Punkte der Potsdamer Erklärung umgesetzt. Außerdem verzichtete der Tennō in der Verfassung auf seinen göttlichen Status (siehe Arahitogami). Die Alliierten beschlossen, weder die Kaiserwürde anzutasten, noch den japanischen Staatsapparat aufzulösen.
In den Tokioter Prozessen (Anklage am 29. April 1946, Verhandlungsbeginn 3. Mai 1946, Urteilsverkündung 12. November 1948) wurden die führenden japanischen Militärs und Politiker der Kriegszeit angeklagt, insbesondere Ministerpräsident und Generalstabschef General Tōjō Hideki. Er und sechs andere Angeklagte wurden zum Tode verurteilt. Rund 20 andere wurden zu lebenslanger Haft verurteilt, die meisten davon allerdings 1955 entlassen, als Japan die Souveränität wiedererlangte. Die Verehrung von 14 dieser Kriegsverbrecher der Klasse A im Yasukuni-Schrein als Kami seit 1978 hat in der Nachkriegszeit immer wieder zu heftigen politischen Kontroversen geführt.

## Friedensvertrag
Am 8. September 1951 schloss Japan mit 47 Ländern den Friedensvertrag von San Francisco. Wichtige Nicht-Unterzeichner waren die Republik China auf Taiwan (Frieden 1952), die Volksrepublik China (Frieden 1978) und die Sowjetunion (Friedensverhandlungen immer wieder am Kurilenkonflikt gescheitert).
In der Charta der Vereinten Nationen vom 24. Oktober 1945 wurde eine Japan und Deutschland betreffende Feindstaatenklausel eingefügt, trotzdem trat Japan bereits 1956 der UNO bei. Japan wurde jetzt als Verbündeter der USA gegen die Volksrepublik China und die Sowjetunion in Ostasien gebraucht.

## Sonstiges
- General MacArthur hatte die japanische Kapitulationserklärung mit fünf verschiedenen Füllfederhaltern gegengezeichnet, die er später ausgewählten Personen schenkte – darunter seiner Frau einen in roter Farbe. Einen anderen erhielt der britische Lieutenant-General Arthur Percival, der sich kurz zuvor noch in japanischer Kriegsgefangenschaft befunden hatte.
- Während der Kapitulationszeremonie setzte der für Kanada unterzeichnende Moore Cosgrave seine Signatur auf der japanischen Ausfertigung eine Zeile zu tief – vermutlich, weil er abgelenkt wurde. Die nach ihm unterzeichnenden Vertreter der alliierten Nationen unterschrieben daher ebenfalls eine Zeile zu tief. Deshalb wurde die Urkunde auf Drängen der japanischen Delegation – sie zweifelte, ob der Kaiser die Authentizität trotz des Fehlers anerkennen würde – dahingehend verändert, dass sämtliche fehlerhaften Zeilen berichtigt und jeweils einzeln beglaubigt wurden.
- Bei der Zeremonie war auch Lieutenant-General Jonathan Wainwright anwesend, bis kurz vorher noch Kriegsgefangener der japanischen Armee. Er wurde am 5. September zum Vier-Sterne-General befördert und nahm am 12. September in Singapur die Kapitulationserklärung der auf den Philippinen kämpfenden Japaner mit entgegen.
- Der Franzose Jacques-Philippe Leclerc de Hauteclocque war Mitunterzeichner der Kapitulation; er war als einzige Person  vor der Kapitulation sowohl bei den Kämpfen in Europa als auch in Asien beteiligt.
- Einige japanische Soldaten blieben bis in die 1970er Jahre auf Inseln im Pazifik als Ein-Mann-Guerilleros zurück; zu den bekanntesten dieser Holdouts zählen Yokoi Shōichi und Onoda Hirō. In ihre Heimat zurückgekehrt, mussten sie feststellen, dass der Krieg schon seit Jahren beendet war und Japan mit den USA Frieden geschlossen hatte. Damit die Soldaten „ihr Gesicht wahren“ konnten, wurden ihnen in einer feierlichen Zeremonie Orden für ihre Verdienste im Kampf verliehen.
- Einer der Hauptgründe für das Scheitern der japanischen Friedensbemühungen vor den Atombombenabwürfen war das Bestehen der USA auf der Abschaffung des Tennō. Japan befürchtete einen Kriegsverbrecherprozess gegen das Oberhaupt des Tennō-Systems. Dennoch wurde letztendlich nach der Kapitulation das Kaisertum formal beibehalten.

## Film
- Serge Viallet: Tokio – Als der Krieg endete. Japan in Trümmern, zweiteilige Dokumentation (Arte), Frankreich 2005.
- Alexander Sokurov: The Sun. Spielfilm, Russland / Italien / Frankreich 2004.